# Metriopelma ledezmae
Metriopelma ledezmae är en spindelart som beskrevs av Vol 200. Metriopelma ledezmae ingår i släktet Metriopelma och familjen fågelspindlar.
Artens utbredningsområde är Bolivia. Inga underarter finns listade i Catalogue of Life.